# Refuge de Gialorgues
Le refuge de Gialorgues est un refuge de montagne français dans le massif du Mercantour-Argentera. Situé à 2 275 mètres d'altitude sur le territoire de la commune de Saint-Dalmas-le-Selvage, dans les Alpes-Maritimes, il appartient également au cœur du parc national du Mercantour.